# Cypripedium kentuckiense
Espèce
Statut de conservation UICN

 VU  : Vulnérable
Statut CITES
Cypripedium kentuckiense est une espèce d'orchidées du genre Cypripedium originaire des États-Unis.